# Joseph Bruce Ismay
Joseph Bruce Ismay (12. prosince 1862 Crosby – 17. října 1937 Londýn) byl obchodník, rejdař a prezident White Star Line.

## Mládí
Narodil se roku 1862 jako nejstarší syn rejdaře T. H. Ismaye. Už od dětství na něj byly kladeny velké nároky. Byl poslán na soukromou školu Elstree, později do Harrow. Byl sportovec, měl rád tenis a hony. Pracoval ve White Star Line a po smrti otce roku 1899 se stal výkonným prezidentem. 4. prosince 1888 se oženil s bohatou Američankou Julií Florence Schieffelin, s níž měl celkem pět dětí.

- Margaret Bruce Ismay (29. prosince 1889 – 15. května 1967), od 21. března 1912 manželka George Ronalda Hamiltona Cheape,
- Henry Bruce Ismay (duben 1891 – 1. října 1891),
- Thomas Bruce Ismay (18. února 1894 – 27. dubna 1954), od 19. dubna 1922 manžel Jane Margaret Seymour,
- Evelyn Constance Ismay (17. července 1897 – 9. srpna 1940), od roku 1927 manželka Basila Sandersona (1894–1971),
- George Bruce Ismay (6. června 1902 – 30. dubna 1943), od roku 1926 manžel Florence Victorie Edrington.

## White Star Line
Po nástupu do vedení White Star Line ho nečekalo lehké období. Musel čelit Cunardovu rejdařství a Hamburg America Line. Roku 1902 se White Star Line stalo součástí trustu International Mercantile Marine Co. (IMM). Cunard postavil Mauretanii a Lusitanii, konkurence se tím ještě zvětšila, proto dal Ismay stavět Olympic, Titanic a Britannic. Ismay se osobně účastnil první plavby Titanicu, který se však potopil. Novináři kladli všechno za vinu Ismayovi, hlavně za to, že opustil loď. Roku 1912 odstoupil z vedení IMM.

## Poslední léta
Už na palubě Carpathie se zhroutil, poté se stáhl do ústraní a naposledy o sobě dal vědět, když dal 10000 liber do fondu pro vdovy, jejichž manželé zahynuli na moři.
Ismayovo zdraví se ve třicátých letech po diagnóze cukrovky zhoršilo a nemoc vyústila v amputaci pravé nohy pod kolenem. Následně byl z velké části upoután na invalidní vozík. 14. října 1937 ráno zkolaboval ve své ložnici v londýnské rezidenci Mayfair poté, co utrpěl masivní mrtvici, která ho zanechala v bezvědomí, slepého a němého. O tři dny později, 17. října 1937 ve věku 74 let zemřel.